# Церква Успення Пресвятої Богородиці (Бесіди)

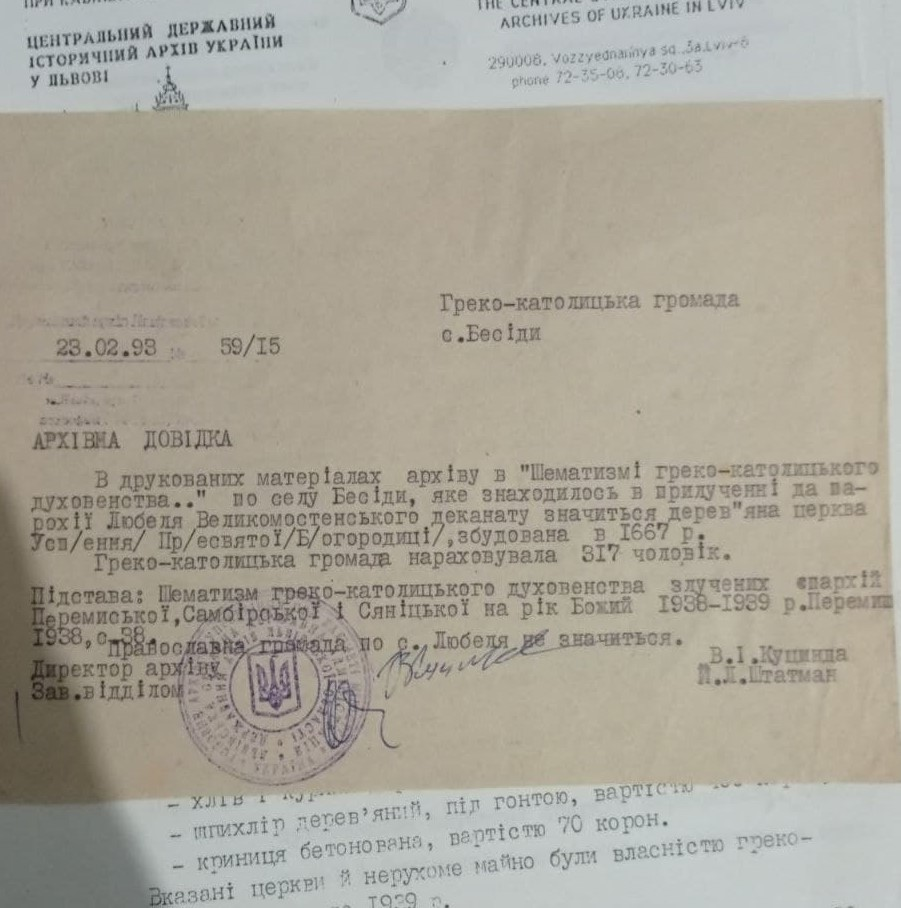

Це́рква Успення Пресвятої Богородиці в Бесідах — культова споруда в селі Бесіди, прилученому до парохії с. Любеля Великомостенського деканату. Дерев'яна церква Успення Пресвятої Богородиці збудована в 1667 році, належала до василіянського монастиря. Пам'ятка архітектури національного значення. Її вважають одним із трьох найстаріших храмів Жовківського району.

## Історія

### Василіянський монастир у Бесідах

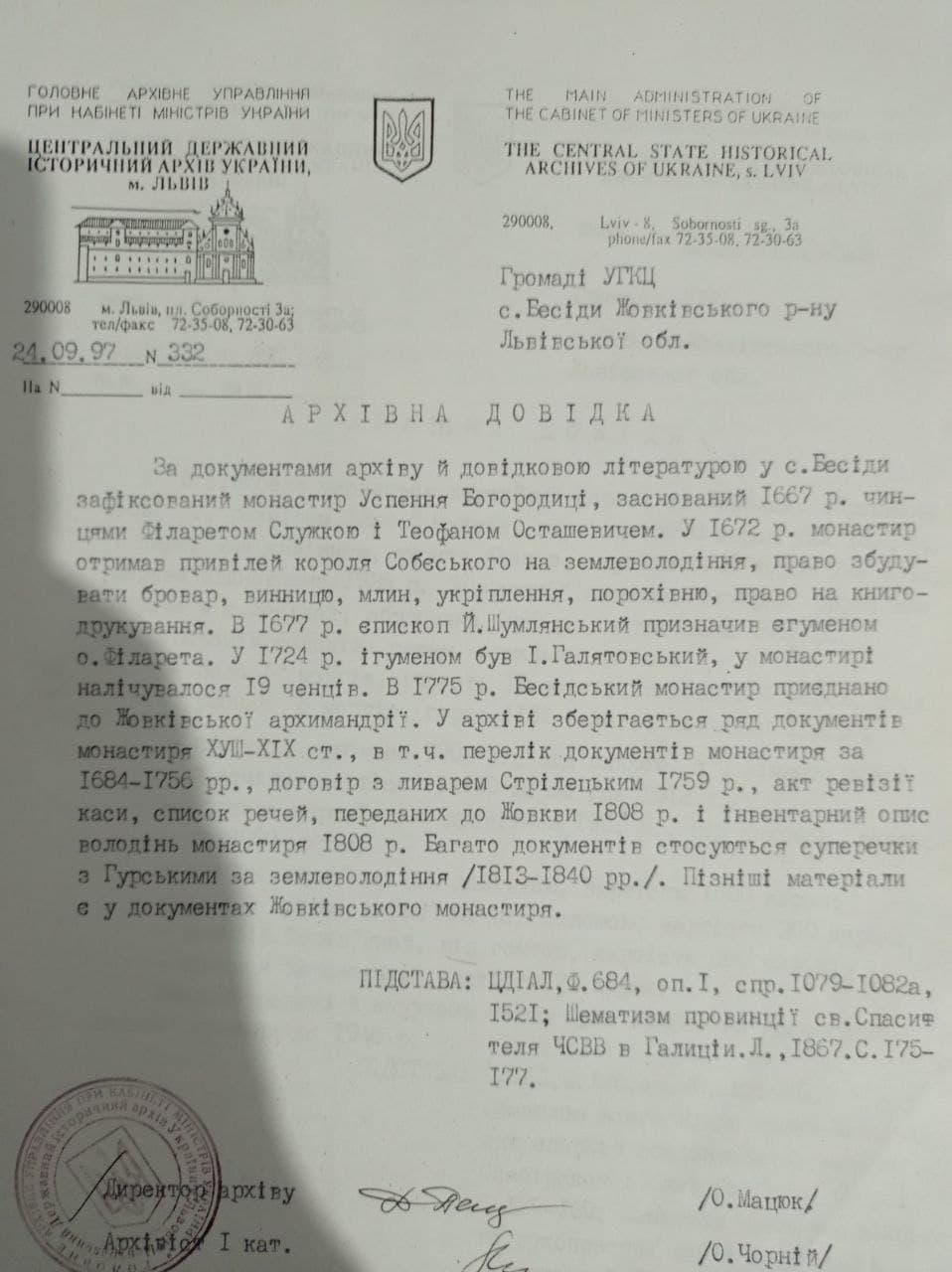
Архівна довідка про існування монастиря

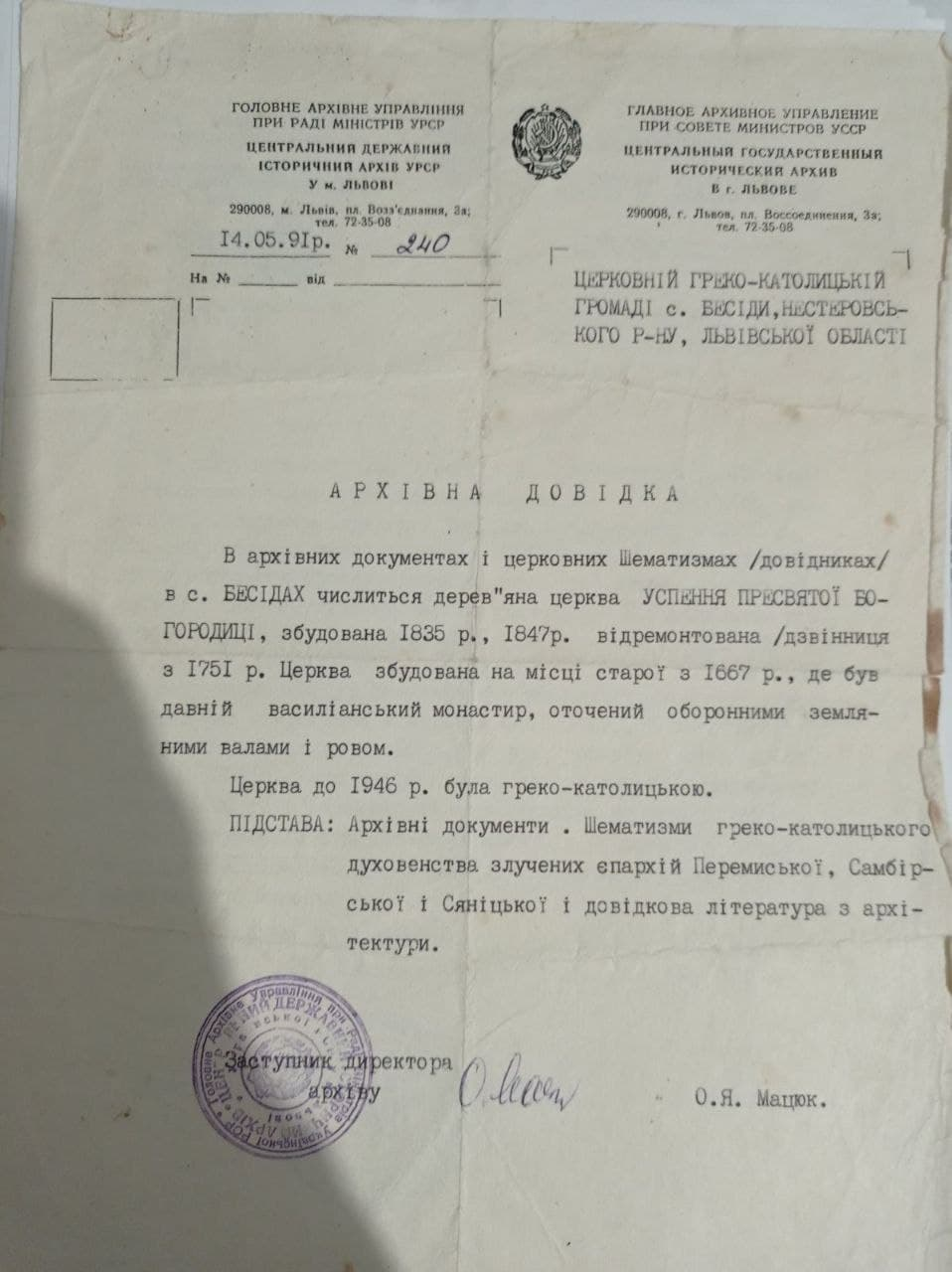
Довідка про реконструкцію церкви і дзвіниці.

Побудована в 1667 році, належала до василіянського монастиря, оточеного оборонними земляними валами і ровом, який розташовувався на березі річки Білої. Монастир заснували отці Філарет Служка і Теофан Осташевич. У 1672 році монастир отримав привілей короля Собеського на землеволодіння, право збудувати бровар, винницю, млин, укріплення, порохівню, право на книгодрукування. У 1667 році єпископ Йосиф Шумлянський призначив ігуменом о. Філарета. У 1724 році ігуменом був І. Галятовський. У монастирі налічувалося 19 ченців. У 1754 році в монастирі мешкало семеро ченців: о. Боніфатій Ґоралевський, ігумен, о. Йосиф Юркевич, вікарій, о. Онуфрій Тарнополець, о. Інокентій Зінковський, о. Софроній Розенберський, бр. Йоаникій Рибчинський, бр. Йосиф Волковинський. У першій половині 1770-х років у монастирі тимчасово проживав жовківський архимандрит-коад'ютор Йосиф Дзьоковський. У 1775 році Бесідський монастир приєднано до Жовківської архимандрії. У 1776/1777 році там мешкало двоє василіян: о. Йосиф Лозинський і бр. Бенедикт Дзьоковський. В архіві зберігається ряд документів монастиря XVIII — XIX століття. Монастир проіснував до 1787 року.

### Свято-Успенська церква
Після закриття монастиря Успенська церква стала парафіяльною. У 1835 році на місці старого храму збудували новий дерев'яний. Реконструйована у 1847 році та ремонтована у 1890-х роках.
У 1751 році збудована дзвіниця, яку відремонтували в 1847 році. Перед 1912 роком підвищено баню, добудовано на західному фасаді ганок, та помальовано церкву всередині. Будівля двозрубна, тридільна. Бабинець завершений чотирибічним верхом з одним заломом, вкритим великою чотирибічною бане. Над спільним двосхилим дахом нави і вівтаря здіймається невелика восьмибічна баня. Церкву оточує піддашшя. Поряд розташована двоярусна надбрамна дзвіниця колишнього монастиря.
До 1946 року церква була греко-католицькою. Упродовж 1961–1989 років стояла зачиненою. З 1989 року — постійно діюча (парох о. Роман Демкович). В архівних церковних документах як православна не зареєстрована.

## Парохи
- о. Павло Строцький — до 1827,
- о. Леонтій Решетилович — 1828—1831,
- о. Теодор Решетилович — 1833—1836 (адміністратор), 1836—1873 (парох)
- о. Ісидор Лисяк — 1873 (адм.),
- о. Михайло Косоноцький — 1873—1901,
- о. Володимир Гойдиш — 1901—1902,
- о. Юліан Гумецький — 1902—1911,
- о. Йосиф Маринович — 1911—1912 (адм.), 1912—1921 (парох),
- о. Юліан Гумецький — 1921—1929,
- о. Іван  Гошовський — 1929—1930,
- о. Денис Гриневецький — 1930—1939[5],

…
- о. Юрій Янтух, о. Віктор Батіг, о. Софрон Попадюк, о. Назарій Лех, о. Макарій, о. Всеволод Сокирко, о. Михайло — отці василіяни Жовківського монастиря — 1991—1997 роки
- о. Іван Михайлевський — 1997—2003,
- о. Василь  Корендій — 2003—2008,
- о. Володимир  Беркита — 2008—2013,
- о. Роман  Демкович — з 2014 року і досьогодні.